# المنظمة الصهيونية العالمية
المنظمة الصهيونية العالمية (عبرية: הַהִסְתַּדְּרוּת הַצִּיּוֹנִית הָעוֹלָמִית) هي إطار تنظيمي يضم كل اليهود الذين يقبلون ببرنامج بازل. نشأت المنظمة عام 1897 باسم «المنظمة الصهيونية» في مؤتمر بازل بسويسرا ، وهدفت لإقامة وطن قومي لليهود، وكان من مؤسسي هذه المنظمة ثيودور هرتزل ، الذي ساهم وبشكل كبير في الترويج لفكرة العودة لفلسطين. وقد نتج عن انعقاد مؤتمر بازل أمران اثنان: الأول هو إقرار برنامج بازل وهو برنامج يهدف لإنشاء وطن قومي لليهود يضمنه القانون العام. والثاني هو تأسيس المنظمة الصهيونية العالمية وقد عُرفت في بداياتها بالمنظمة الصهيونية. أنشأت المنظمة مؤسسات مالية لدعم وتمويل المشروع الصهيوني كان منها صندوق الائتمان اليهودي للاستعمار وهو بنك صهيوني تأسس عام 1899 ، ثم في عام 1901 أنشئ الصندوق القومي اليهودي (كيرين كايميت) والذي يهتم بتوفير الأموال اللازمة لشراء الأراضي في فلسطين.
بلغ عدد أعضاء المنظمة الصهيونية عام 1939 أكثر من مليون عضو ، وقد كان مركز المنظمة هو فيينا في البداية ثم كولونيا ثم برلين ثم لندن وأخيرا استقر في القدس عام 1936، تم تسمية المنظمة باسمها الحالي «المنظمة الصهيونية العالمية» عام 1960.

## أجهزة المنظمة

### المؤتمر الصهيوني
وهو الهيئة العليا للمنظمة وقراراته هي التي ترسم الخطوط العريضة لسياسات المنظمة، ويُنتخب أعضاء المؤتمر من قبل الأعضاء في المنظمة الصهيونية، يُعقد المؤتمر كل 4 سنوات. وينتخب المؤتمر رئيس المنظمة والمجلس العام واللجنة التنفيذية.

### المجلس العام
هو الحلقة الوسيطة بين المؤتمر الصهيوني واللجنة التنفيذية. مهمة المجلس هو مراقبة قرارات المؤتمر الصهيوني، يعقد المجلس كل عام. وقد ينوب المجلس عن المؤتمر في حال تعذر انعقاده.

### اللجنة التنفيذية
تُعتبر بمثابة القيادة للمنظمة، وتتنتخب من المجلس العام. وتتولى اللجنة متابعة النشاط اليومي للمنظمة وتنفيذ قرارات المؤتمر والمجلس العام.

### رئيس المنظمة
ينتخب المؤتمر الصهيوني رئيس المنظمة، ومن أشهر من تولى رئاسة المنظمة:
- تيودور هرتزل (1897 - 1904).
- دافيد فولفسون (1905 - 1911).
- أوتو واربورج (1911 - 1920).
- حاييم وايزمان (1920 - 1931) (فترته الأولى).
- ناحوم سوكولوف (1931 - 1935).
- حاييم وايزمان (1935–1946) (فترته الثانية).
- ديفيد بن غوريون (لشغور المنصب) (1946–1956)
- ناحوم غولدمان: (1956–1968) [13]
- إيهود أفريل: (1968–1972)

### الوكالة اليهودية
أنشأت عام 1922، وتهدف الوكالة لإدارة فلسطين بالتعاون مع الانتداب في المسائل الاجتماعية والثقافية والاقتصادية، وما يساعد على إنشاء وطن قومي لليهود. كانت الوكالة مسؤولة عن كل الأنشطة الصهيونية داخل فلسطين. ومن أهداف الوكالة الإضافية هي شراء الأراضي كملكية عامة لليهود، وتطوير حجم الهجرة اليهودية، وتشجيع الاستيطان الزراعي. من أشهر من رأس الوكالة هو ديفيد بن غوريون رئيس الوزراء الإسرائيلي السابق.

### المجلس الوطني اليهودي
تأسس عام 1928 ومهمته الأساسية هو تمثيل اليهود في علاقتهم مع الانتداب البريطاني.

## اتجاهات داخل المنظمة
برز داخل المنظمة اتجاهان رئيسيان: الأول كان يقوده ثيودور هرتزل ويؤمن بأن الخلاص لليهود يكمن في عمل سياسي متكامل على الصعيد العالمي. والاتجاه الثاني يؤمن بأن الخلاص لليهود يكون في بالعمل على تهجير أكبر عدد من اليهود لفلسطين وزيادة عدد المستوطنات بها وكان هذا الاتجاه يٌعرف بالصهيونية العملية ويقوده حاييم وايزمان وديفيد بن غوريون.

## المنظمة بعد قيام إسرائيل
بعد قيام إسرائيل، بدأت الصراعات داخل المنظمة، فرأى اتجاه عدم جدوى وأهمية المنظمة بعد قيام الدولة، ووجوب دمج المنظمة في مؤسسات الدولة. والاتجاه الثاني رأى وجوب استقلالية المنظمة وأن تعمل المنظمة على خدمة إسرائيل في الخارج. في عام 1968 عُدلت سياسات المنظمة، حيث أُزيلت مهمة استيعاب المهاجرين اليهود من المنظمة، وذلك باستحداث وزارة جديدة تُدعى وزارة الاستيعاب.